# Varsseveld
Varsseveld( în olandeză Varsseveld ) este un oraș în municipalitatea Oude IJsselstreek în provincia Gelderland, Olanda. Varsseveld cu o populație de 5800 locuitori este centrul administrativ al municipalității Wisch. 

## Istorie
Numele Wazovelde, vechiul nume al Varsseveld , a fost dat pentru prima oară în anul 823. Probabil Varsseveld a fost locuit cu mult înainte. În Vennebulten (lângă Varsseveld) au fost descoperite urme ale vechilor locuitori care aveau activitate principală vânătoarea. De asemenea s-au descoperit care de transport cu cai sau cu boi(care erau foarte nesigure datorită jafurilor). Din epoca romană, aici s-au descoperit monezi cu Antonius Pius (138-161). 
În prezent aici se află Grota Sfântului Laurențiu(San Lorenzo (Laurentius en latín)- unul din cei șapte diaconi romani), dedicată acestuia în 1556. De asemenea se regăsește vechea clădire a primăriei Wisch. Pe 1 ianuarie2005 , Wisch s-a unit cu municipalitatea Gendringen formând noua municipalitate Old IJsselstreek. În cel de-al doilea război mondial , orașul a prestat un puternic suport rezistenței, ai cărei susținători au ajutat comunitatea evreiască. Pentru soldații căzuți la datorie , a fost ridicat un monument între Aaltenseweg și Entinkweg.

## Economie
În oraș, printre altele , se află o fabrică de brânză , fabrici ale companiilor: Lundia, Svedex. Trenul este mijlocul de transport public principal. În oraș sunt construite două mori de cereale cu care se produce făină. 

## Personalități născute aici
- Guus Hiddink (n. 1946), antrenor de fotbal (a antrenat și echipa națională a Olandei);
- Robert Gesink (n. 1986), ciclist.